# Wasserführende Armaturen im Brandschutz

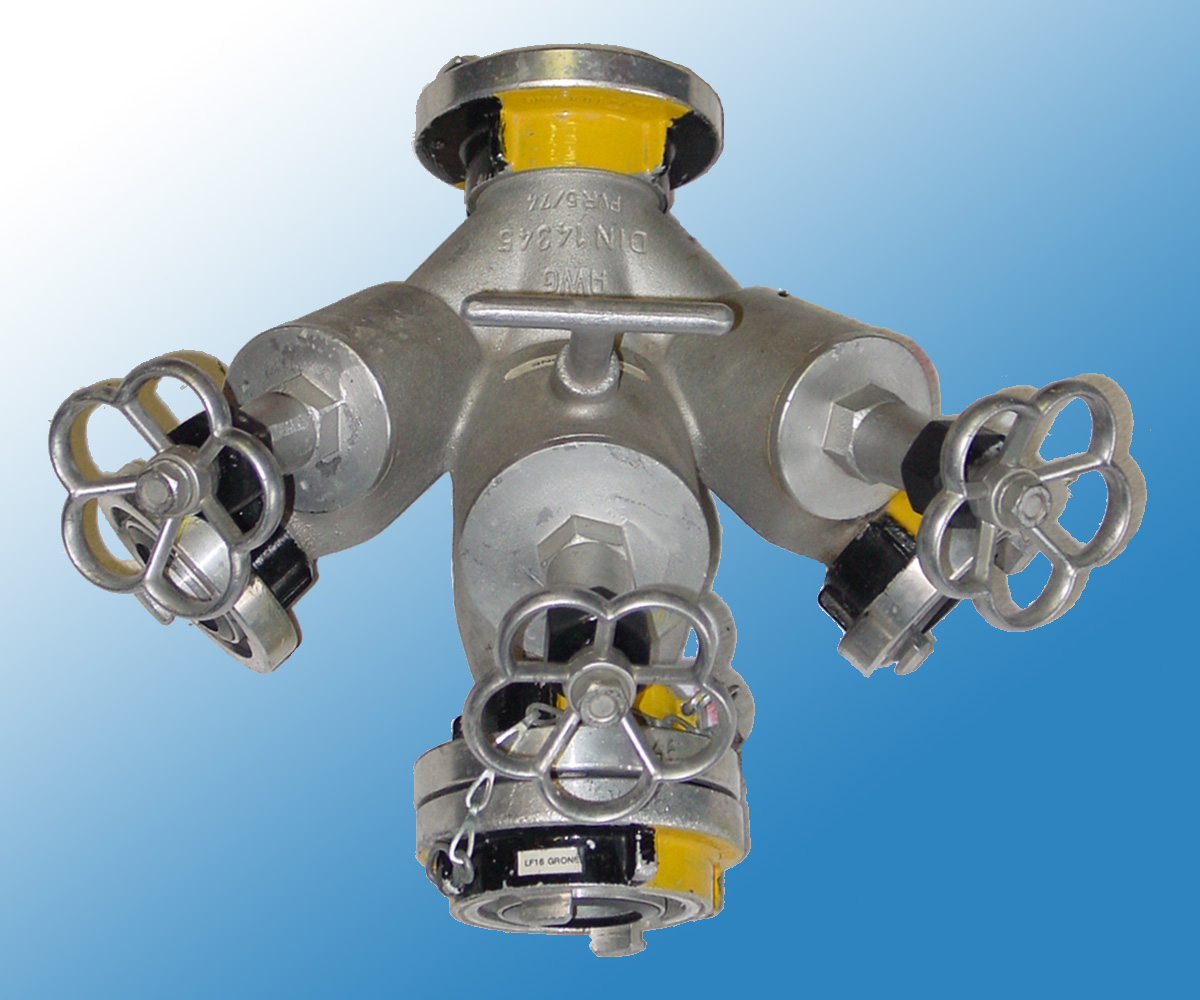
Verteiler mit Übergangsstück

Wasserführende Armaturen sind  meist aus Leichtmetall hergestellte Geräte der Feuerwehr, die vom Löschwasser durchflossen werden. Zusammen mit den Schläuchen stellen sie die Löschwasserversorgung sicher und schaffen somit eine entscheidende Voraussetzung für die erfolgreiche Brandbekämpfung.
Diese Bestandteile der Feuerwehrausrüstung werden auf den meisten Feuerwehrfahrzeugen, besonders den Löschfahrzeugen (in Deutschland beispielsweise in den Kleinlöschfahrzeugen (TSF/ TSF-W), Mittleres Löschfahrzeug, LF/ HLF, TLF/ GTLF), aber auch auf Hubrettungsfahrzeugen mitgeführt.
Wasserführende Armaturen sind in der Regel starre Teile der Ausrüstung und aus nichtrostendem Metall gefertigt. Dies kann eine Aluminium-, Knet- oder Gusslegierung sein. Handschutz, Küken und Düsen werden aus Kunststoff gefertigt.

## Arten
Die Unterteilung hier erfolgt nach den Ausbildungsrichtlinien der deutschen Feuerwehren. 

### Kupplungen
- Schlauchkupplungen
- Festkupplungen
- Blindkupplungen
- Übergangsstücke

### Armaturen zur Wasserentnahme
- Saugkorb
- Standrohr
- Wasserstrahlpumpe
- Systemtrenner

### Armaturen zur Wasserfortleitung
- Sammelstück
- Verteiler
- Druckbegrenzungsventil (auch Schlauchschutzventil)
- Zumischer
- Stützkrümmer
- Rückflussverhinderer

### Armaturen zur Wasserabgabe

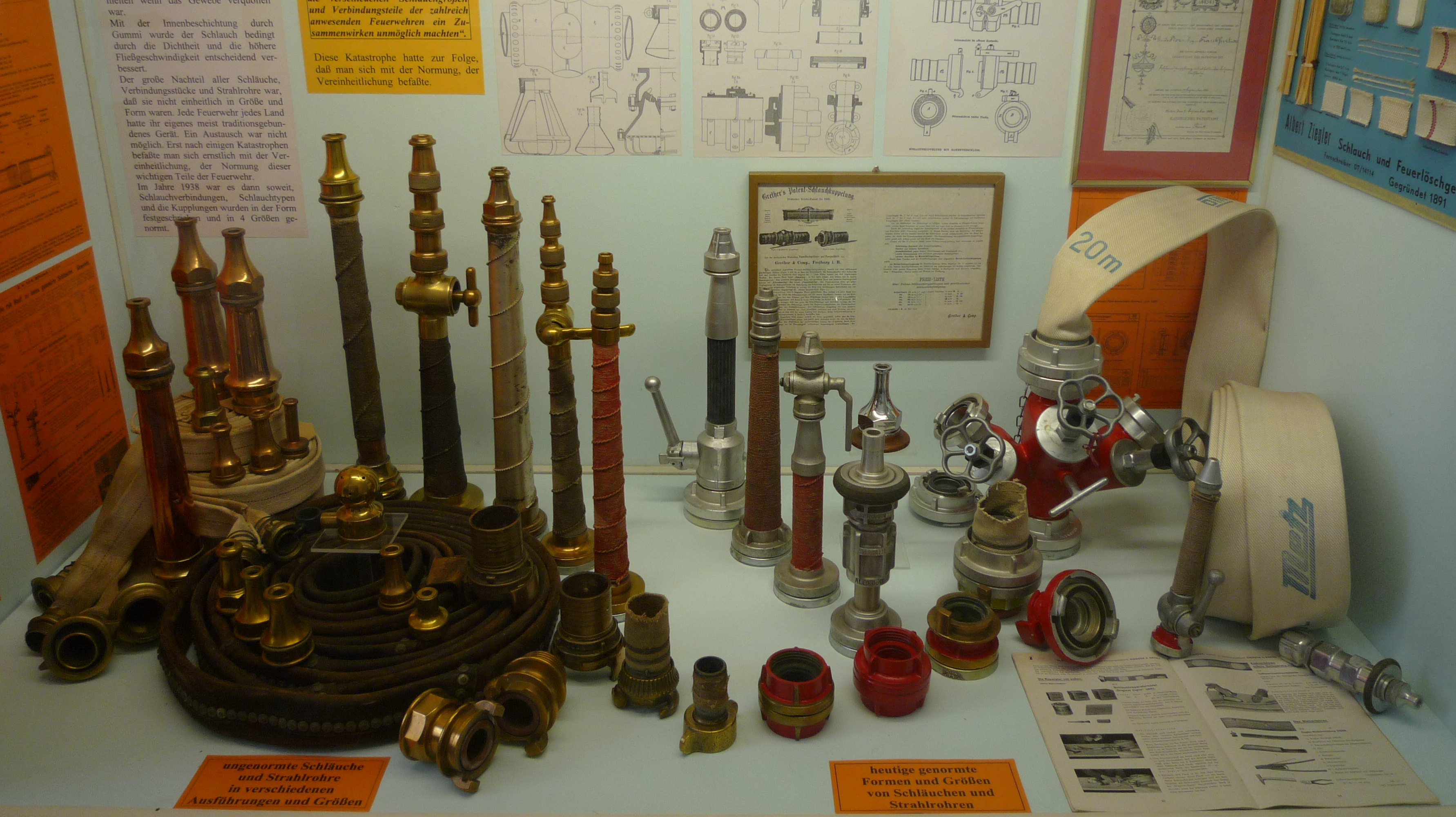
Auswahl an historischen ungenormten und zeitgemäßen genormten Schläuchen und Strahlrohren

- Mehrzweckstrahlrohre (Größen B, C, D)
- Sonderstrahlrohre
- Hohlstrahlrohre
- Schaumstrahlrohre (zur Erzeugung von Schwer- bzw. Mittelschaum)
- Hydroschild
- Löschlanze